# وبائيات
إن كلمة علم الأوبئة أو الوبائيات (باللاتينية: epidemiologia) مشتقة من اليونانية  epi (بمعنى على أو بين)، demos  (بمعنى الناس)، logos (بمعنى الدراسة)، وهذا يعني أن كلمة علم الأوبئة لها جذورها في دراسة ما يصيب السكان.
اُقْتُرِحَت العديد من التعريفات، ولكن التعريف التالي يلخص المبادئ الأساسية وروح الصحة العامة لعلم الأوبئة:
«علم الأوبئة هو دراسة التوزيع ومحددات  الأحوال ذات الصلة بالصحة أو الأحداث المحددة في مجموعة سكانية وتطبيق هذه الدراسة بغرض السيطرة على المشاكل الصحية»

## أنماط الدراسات
يوظّف علم الوبائيات طيفًا من تصاميم الدراسات تتراوح من الرصدية إلى التجريبية، وتُصنّف عمومًا بأنها وصفية، أو تحليلية (تهدف إلى فحص الارتباطات المعروفة أو العلاقات المفترضة بصورة أعمق)، أو تجريبية (مصطلح يعبر عن تجارب العلاجات سواء السريرية أو المجتمعية وغيرها من التداخلات). في الدراسات الرصدية، يسمح للطبيعة أن تأخذ مجراها، إذ يراقب عالم الوبائيات بشكل جانبي دون أن يتدخل. وبالعكس، ففي الدراسات التجريبية يكون عالم الوبائيات هو المُتحكِم بكل العوامل الداخلة في دراسة حالة معينة. تسعى الدراسات التجريبية، إن أمكن، إلى كشف العلاقات غير المنحازة بين التعرضات مثلًا للكحول، أو التدخين، أو العوامل البيولوجية، أو الإجهاد، أو المواد الكيميائية والوفيات أو المراضات. وتحديد العلاقات السببية بين هذه التعرضات والنتائج هو إطار هام لعلم الوبائيات. يستخدم علماء الوبائيات المعاصرين علم الحاسوب كأداة.
للدراسات الرصدية مكوّنان: وصفي وتحليلي. تتعامل المراقبات الوصفية مع «مَن، ما، أين، متى المتعلقة بوقوع حالة صحية ما». بينما تتعامل المراقبات التحليلية مع «كيفية» وقوع حدث صحي ما. يحتوي علم الوبائيات التجريبي ثلاثة أنواع للحالات: التجارب المضبوطة العشوائية (غالبًا ما تستخدم في اختبارات الأدوية الجديدة)، والتجارب الميدانية (تُجرَى على من هم تحت خطر مرتفع للإصابة بمرض ما)، والتجارب المجتمعية (الأبحاث حول النشوء الاجتماعي للأمراض).
يُستخدَم مصطلح «ثلاثية علم الوبائيات» لوصف تقاطع المضيف والعامل والبيئة في تحليل تفشي مرض ما.

### سلسلة الحالات
قد يشير مصطلح سلسلة الحالات إلى الدراسة النوعية لتجربة مريض وحيد، أو مجموعة صغيرة من المرضى الذين لديهم نفس التشخيص، أو إلى عامل إحصائي لديه إمكانية إنتاج مرض بفترات من عدم التعرض.
يكون النمط السابق من الدراسة وصفي بصورة صرفة ولا يمكن أن يستخدم للوصول إلى استنتاجات حول الجمهور العام من المرضى المصابين بهذا المرض. قد تؤدي أنماط الدراسات هذه –والتي يحدد فيها طبيب ماهر سمة غير طبيعية للمرض أو تاريخ المريض- إلى تشكيل فرضية جديدة. باستخدام البيانات من السلسلة، قد تُجرَى دراسات تحليلية لاستقصاء عوامل سببية محتملة. قد يشمل ذلك دراسات الحالات والشواهد أو الدراسات الرجعية. تتضمن دراسات الحالات والشواهد مطابقة شواهد قابلة للمقارنة غير مصابة بالمرض مع حالات السلسلة. تتضمن الدراسة التقدمية متابعة سلسلة الحالات مع مرور الوقت من أجل تقييم التاريخ الطبيعي للمرض.
يقسم النمط الأخير –والذي يوصف بصورة رسمية أكثر بأنه دراسات سلاسل الحالات ذاتية التحكم– وقت متابعة المريض الواحد إلى فترات من التعرض وفترات من عدم التعرض، ويستخدم عمليات التقدم لبويسون ذات التأثيرات الثابتة لمقارنة معدل حدوث نتيجة مفروضة بين فترات التعرض وفترات عدم التعرض. تُستخدَم هذه التقنية بصورة مكثّفَة في دراسة ردود الفعل الوخيمة للقاحات، وتبيّن أنها تعطي في بعض الظروف قوة إحصائية بالمقارنة مع تلك التي توفرها الدراسات الحشدية.

### دراسات الحالات والشواهد
تختار دراسات الحالات والشواهد المشاركين بناء على حالتهم المرضية. فهي دراسة بأثر رجعي. تُقارَن مجموعة من الأشخاص إيجابيي المرض (مجموعة الحالات) بمجموعة من الأشخاص سلبيي المرض (مجموعة الشواهد). يجب أن تكون مجموعة الشواهد من نفس الجمهور الذي تأتي منه مجموعة الحالات. تنظر دراسة الحالة والشاهد إلى الوراء عبر الزمن إلى تعرضات محتملة قد واجهتها كلتا المجموعتان (الحالات والشواهد). يُرسَم جدول 2×2 يعرض الحالات المُعرّضَة (أ)، والشواهد المُعرّضَة (ب)، والحالات غير المُعرّضَة (ث)، والشواهد غير المُعرّضَة (د). العلاقة الإحصائية التي تقيس الارتباط هي نسبة الاحتمالات أي نسبة احتمالات تعرض الحالات (أ/ث) إلى نسبة احتمالات تعرض الشواهد (ب/د).
إذا كانت نسبة الاحتمالات أكبر بكثير من 1، ستكون الخلاصة أن «المصابين بالمرض أكثر احتمالاً لأن يكونوا قد تعرضوا»، بينما إذا كانت قريبة من 1 فإنه لا يوجد ارتباط محتمل بين التعرض والمرض. إذا كانت نسبة الاحتمالات أقل بكثير من 1 يقترح ذلك أن التعرض يمثل عاملًا وقائيًا في علاقته السببية مع المرض. عادة ما تكون دراسات الحالات والشواهد أسرع وأكثر جدوى اقتصادية من الدراسات الحشدية، لكنها عرضة للانحياز (مثل انحياز التذكّر وانحياز الاختيار). التحدي الأساسي هو تحديد مجموعة الشاهد المناسبة، ويجب أن يكون توزع التعرض بين مجموعة الشاهد تمثيليًا لتوزعه في الجمهور الذي تأتي منه مجموعة الحالات. يمكن أن يتحقق ذلك من خلال سحب عينات عشوائية من الجمهور المعرض للخطر بالأساس. تكون نتيجة ذلك أن مجموعة الشاهد يمكن أن تحتوي أشخاصًا مصابين بالمرض المدروس عندما يكون للمرض احتمال هجوم عالٍ بين الجمهور.

## دراسة
علم الأوبئة يعتمد على طريقة منهجية وغير متحيزة لجمع، تحليل ودبلجة البيانات.
الطرق الوبائية الأساسية تميل إلى الاعتماد على الملاحظة الدقيقة واستخدام مقارنة صالحة لتقييم ما إذا كان ما لوحظ، مثل عدد حالات المرض في منطقة معينة خلال وقت معين أو تواتر التعرض بين الأشخاص الذين يعانون المرض، يختلف عما يمكن توقعه.
يعتمد علم الأوبئة أيضًا على طرق من مجالات علمية أخرى، بما في ذلك الإحصاء الحيوي والمعلوماتية، والبيولوجية والاقتصادية، والعلوم الاجتماعية والسلوكية.
في الواقع، غالبا ما يوصف علم الأوبئة بأنه العلم الأساسي للصحة العامة، ولسبب وجيه.
أولا، علم الأوبئة يعتمد على معرفة العمل، الاحتمالات، والإحصاءات وأساليب البحث السليم.
ثانيا، علم الأوبئة هو وسيلة للتفكير السببي القائم على تطوير واختبار الفرضيات المستندة إلى مجالات علمية مثل علم الأحياء، العلوم السلوكية، الفيزياء، وبيئة العمل لشرح السلوكيات ذات الصلة بالصحة والأحداث.
ومع ذلك، علم الأوبئة ليس مجرد نشاط بحثي ولكنه جزء لا يتجزأ من مكون الصحة العامة، وتوفير الأساس لتوجيه عمل صحي وعملي مناسب يستند إلى هذا العلم

## التاريخ
ظهرت المقدمات الواضحة لعلم الأوبئة المعاصر منذ أكثر من ألفي عام مضت. سعى الطبيب اليوناني أبقراط، المعروف بأب الطب، إلى منهج يستند على الإدراك والملاحظة في فهم أسباب الأمراض. هو أول شخص يعرف أنه فحص العلاقات بين حدوث المرض والتأثيرات البيئية.

## المصطلحات الأساسية والمهمة في مبادئ علم الأوبئة

### التوزيع

#### يهتم علم الأوبئة بدراسة تواتر ونمط الأحداث الصحية في السكان
1) التواتر: لا يشير فقط إلى عدد الأحداث الصحية مثل عدد حالات التهاب السحايا أو مرض السكري في السكان، ولكن أيضا لعلاقة هذا العدد إلى حجم السكان. معدل الناتج يسمح لعلماء الأوبئة مقارنة حدوث المرض عبر مختلف شرائح السكان.
2) النمط: يشير إلى حدوث الأحداث المتعلقة بالصحة بواسطة الزمان والمكان والشخص. قد تكون الأنماط الزمنية سنوية، موسمية، أسبوعية، يومية، كل ساعة، أيام الأسبوع مقابل عطلة نهاية الأسبوع، أو أي محدد للوقت قد يؤثر على المرض أو حدوث الإصابة.
أنماط المكان تشمل الاختلافات الجغرافية.
أنماط أخرى تشمل الاختلافات الحضرية والريفية، وموقع العمل أو المدارس. وتشمل السمات الشخصية العوامل الديموغرافية التي قد تكون ذات صلة بخطر المرض، الإصابة، أو الإعاقة مثل العمر والجنس والحالة الزوجية، والحالة الاجتماعية والاقتصادية، وكذلك السلوكيات والتعرض البيئي.

### المحددات
يستخدم علم الأوبئة أيضًا للبحث عن الأسباب والعوامل المحددة الأخرى التي تؤثر على حدوث المرض وغيرها من الأحداث ذات الصلة بالصحة.
يفترض علماء الأوبئة أن المرض لا يحدث بشكل عشوائي في عدد السكان، ولكن يحدث فقط عند تراكم عوامل الخطر أو المحددات الموجودة مسبقا في الفرد.
للبحث عن هذه المحددات، يستخدم علماء الأوبئة علم الأوبئة التحليلي أو الوبائي: «لماذا» و «كيف» لمثل هذه الأحداث. ومن ثم تقييم ما إذا كانت المجموعات ذات معدلات مختلفة من المرض تختلف في الخصائص الديموغرافية، التركيب الجيني أو المناعي، السلوكيات، والتعرض البيئي، أو غيرها مما يسمى عوامل الخطر المحتملة.
من الناحية المثالية، فإن النتائج توفر أدلة كافية للسيطرة المباشرة والفعالة على المرض لا وبل والوقاية منه.

## وصلات خارجية
- وكالة الحماية الصحية
- مجموعة من البحوث الأرشيفية في الإحصاء الحيوي
- تطبيقات إحصائية في علم الوراثة والبيولوجيا الجزيئية
- المجلة الدولية للإحصاء الحيوي
- الاتحاد الأوروبي للأوبئة
- BMJ - علم الأوبئة للمبتدئين (الطبعة الرابعة)، D. Coggon, G. Rose, D.J.P. Barker المجلة الطبية البريطانية
- Epidem.com - "مجلة علم الأوبئة (مراجعة مجلات علمية مكافئة تنشر بحوثاً أصيلة عن مواضيع تتعلق بالأوبئة)
- NIH.gov - 'علم الأوبئة' (فصل في كتاب دراسي)، Philip S. Brachman, علم الأحياء الدقيقة الطبي (الطبعة الرابعة)، الولايات المتحدة - المركز الوطني لمعلومات التكنولوجيا الحيوية
- UTMB.edu - علم الأوبئة (فصل بتنسيق عادي) Philip S. Brachman «علم الأحياء الدقيقة الطبية»
- Monash Virtual Laboratory - محاكاة لانتشار الأمراض الوبائية في الطبيعة
- EMER الأمراض الوبائية والأمراض الناشئة والأمراض التي تعاود الظهور
- مركز أوميا لأبحاث الصحة الشاملة
- علم الأوبئة وعلوم الصحة العامة، مدرسة أوميّا الدولية للصحة العامة
- قسم علم الأوبئة السرطانية وعلم الوراثة المعهد الوطني للسرطان، المعهد الوطني للصحة
- مركز بحوث أوبئة الكوارث CRED في جامعة لوفان الكاثوليكية
- المكتبة الشعبية لعلم الأوبئة